# Antonio Juliano
Antonio Juliano, né le 26 décembre 1942 à Naples (Italie) et mort le 13 décembre 2023, est un footballeur international italien au poste de milieu de terrain.

## Biographie

### Carrière sportive
En tant que milieu italien, Antonio Juliano est international italien à 18 reprises (1966-1974) pour aucun but inscrit. Sa première sélection, le 18 juin 1966 à Milan, contre l'Autriche, se solde par une victoire italienne (1-0). Sa dernière sélection à Rotterdam le 20 novembre 1974 contre les Pays-Bas se termine par une défaite (1-3).
Il fait partie des sélectionnés pour la Coupe du monde de football de 1966, mais il ne joue aucun match. L'Italie est éliminée au premier tour.
Il participe à l'Euro 1968, en étant titulaire contre l'URSS et la Yougoslavie (que lors du premier match, il ne joue pas le second). Il remporte ce tournoi.
Il participe à la Coupe du monde de football de 1970, ne jouant qu'un seul match, soit la finale, contre le Brésil, en tant que remplaçant de Mario Bertini à la 74e minute. Il est finaliste de ce tournoi.
Il fait partie des sélectionnés pour la Coupe du monde de football de 1974, mais il ne joue aucun match. L'Italie est éliminée au premier tour.
Il joue dans deux clubs italiens : SSC Naples et Bologne FC 1909. Il remporte avec le premier, la coupe d'Italie en 1976, une coupe des Alpes en 1966 et une coupe de la Ligue anglo-italienne en 1976. Il ne remporte rien avec le second club.

## Palmarès
- Coupe du monde de football
  - Finaliste en 1970
- Championnat d'Europe de football

- - Vainqueur en 1968
- Coupe d'Italie de football
  - Vainqueur en 1976
- Championnat d'Italie de football
  - Vice-champion en 1965, en 1968 et en 1975
- Coupe des Alpes
  - Vainqueur en 1966
- Coupe de la Ligue anglo-italienne de football
  - Vainqueur en 1976